# Ото IV фон Ритберг
Ото IV фон Ритберг (на немски: Otto IV von Rietberg; † 1406) от фамилията на графовете на Ритберг, е епископ на Минден от 1403 г. до смъртта си.

## Биография
Той е най-малкият син на граф Ото II († 1389) и съпругата му Аделхайд фон Липе († ок. 1394), дъщеря на Ото фон Липе († ок. 1360).
На 17 март 1403 г. Ото IV е номиниран за епископ на Минден. Умира през 1406 г. в Петерсхаген и е погребан в катедралата на Минден до олтара на Матеус.